# 戴维·伯利
戴维·伯利（英語：David Burghley，1905年2月9日—1981年10月22日），英国男子田径运动员。他曾代表英国参加1924年、1928年和1932年夏季奥林匹克运动会田径比赛，获得一枚金牌和一枚银牌。